# Kathleen Munroe
Pour les articles homonymes, voir Munroe.
Kathleen Munroe est une actrice canadienne née le 9 avril 1982 à Hamilton, Ontario.

## Biographie
Kathleen Marie Sammon Munroe est née à Hamilton, en Ontario, au Canada. Elle habite à Los Angeles, en Californie.
Kathleen écrit et joue de la musique. Elle porte parfois le surnom de Bloom.

## Filmographie

### Télévision
- 2006 : Ugly Betty (série télévisée) : demandeur d'emploi (1 épisode)
- 2007 & 2012 : Supernatural (série télévisée) : Elizabeth & Katie's Mom (2 épisodes)
- 2007 : Dresden, enquêtes parallèles (The Dresden Files) (série télévisée) : Heather Bram (1 épisode)
- 2008 : Miss Yvonne (Accidental Friendship) (téléfilm) de Don McBrearty : Tami Baumann
- 2008 : Cold Case (série télévisée) : Brenda MacDowell (1 épisode)
- 2008 - 2012 : Les Experts : Manhattan (série télévisée) : Samantha Flack (4 épisodes)
- 2009 : NCIS : Los Angeles (série télévisée) : Aimee Su (épisode 1.05 "Killshot")
- 2009 : Le Vestige des morts-vivants (Survival of the dead) (téléfilm) de George A. Romero : Jane O'flynn
- 2010 - 2011 : Stargate Universe (série télévisée) : Amanda Perry (4 épisodes)
- 2010 - 2011 : Haven (série télévisée) : la vraie Audrey Parker (4 épisodes)
- 2010 - 2012 : Republic of Doyle (série télévisée) : Annabelle / Jane Doe (2 épisodes)
- 2010 - 2013 : Call Me Fitz (série télévisée) : Ali Devon (33 épisodes)
- 2011 : Against the Wall (série télévisée) : Eileen (1 épisode)
- 2011 : Nikita (série télévisée) : Leela Kantaria (1 épisode)
- 2011 - 2012 : Alphas (série télévisée) : Danielle Rosen (8 épisodes)
- 2014 - 2015 : Résurrection (série télévisée) : Rachael Braidwood (16 épisodes)
- 2016 : Scorpion (série télévisée) : Oksana Nastrova (saison 2 épisode 23)
- 2017 : New York, unité spéciale (série télévisée) : Evelyn Bundy (saison 19 épisode 3)
- 2020 : S.W.A.T (série télévisée) : Alicia Baldwin (saison 3 Épisode 18 Au bord du gouffre)
- 2023 : New York, crime organisé (Law & Order: Organized Crime) (série télévisée) : détective Rika Harold (saison 3, épisodes 12 et 13)
- 2024 - 2025 : Law & Order Toronto: Criminal Intent (série télévisée) : Frankie Bateman (20 épisodes)

### Cinéma
- 2016 : The Void de Jeremy Gillespie et Steven Kostanski : Allison
- 2016 : Last Call (A Family Man) de Mark Williams : Toni
- 2025 : The Dogs de Valerie Buhagiar : Katherine Weaver